# Fouquereuil
Fouquereuil ist eine französische Gemeinde mit 1.630 Einwohnern (Stand: 1. Januar 2022) im Département Pas-de-Calais in der Region Hauts-de-France. Sie gehört zum Arrondissement Béthune, zum Kanton Nœux-les-Mines und zum Gemeindeverband Béthune-Bruay, Artois-Lys Romane. 

## Geographie
Die Gemeinde Fouquereuil liegt am Nordwestrand des Nordfranzösischen Kohlereviers an der Lawe, drei Kilometer westsüdwestlich von Béthune. Die Autoroute A26 führt am südwestlichen Rand der Gemeinde entlang. Umgeben wird Fouquereuil von den Nachbargemeinden Annezin im Norden und Nordosten, Fouquières-lès-Béthune im Osten und Südosten, Gosnay im Süden und Südwesten sowie Labeuvrière im Westen. An die lange Steinkohlebergbau-Tradition erinnert heute noch eine Abraumhalde im Nordwesten der Gemeinde.

## Bevölkerungsentwicklung
| Jahr                       | 1962 | 1968 | 1975 | 1982 | 1990 | 1999 | 2006 | 2013 | 2022 |
| -------------------------- | ---- | ---- | ---- | ---- | ---- | ---- | ---- | ---- | ---- |
| Einwohner                  | 1236 | 1259 | 1264 | 1115 | 1056 | 1023 | 1148 | 1340 | 1630 |
| Quellen: Cassini und INSEE |      |      |      |      |      |      |      |      |      |

## Sehenswürdigkeiten
- Kirche Saint-Nicolas aus dem 19. Jahrhundert
- alte Mühle
- Wasserturm
- Soldatenfriedhof des Commonwealth

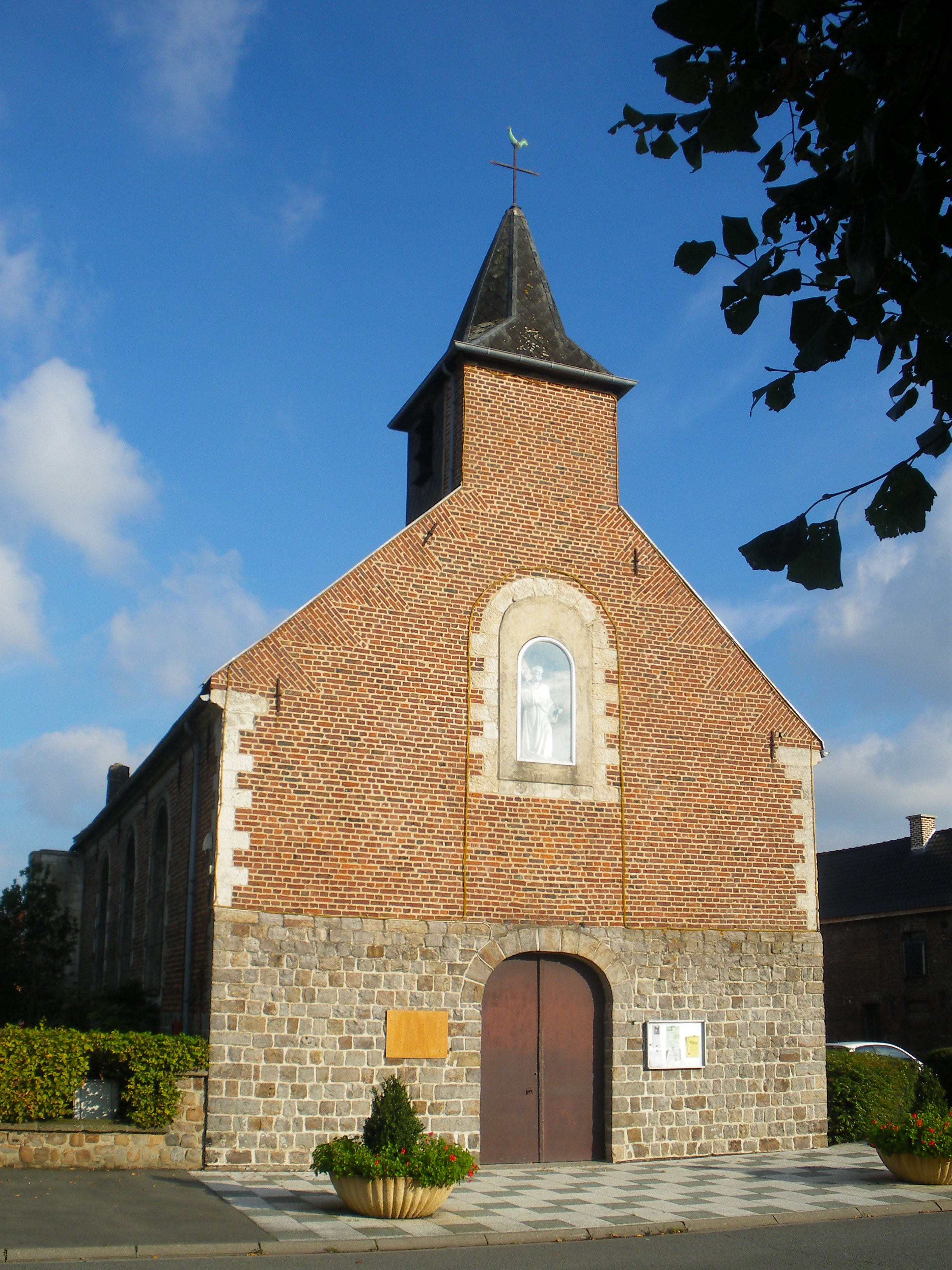
Kirche Saint-Nicolas
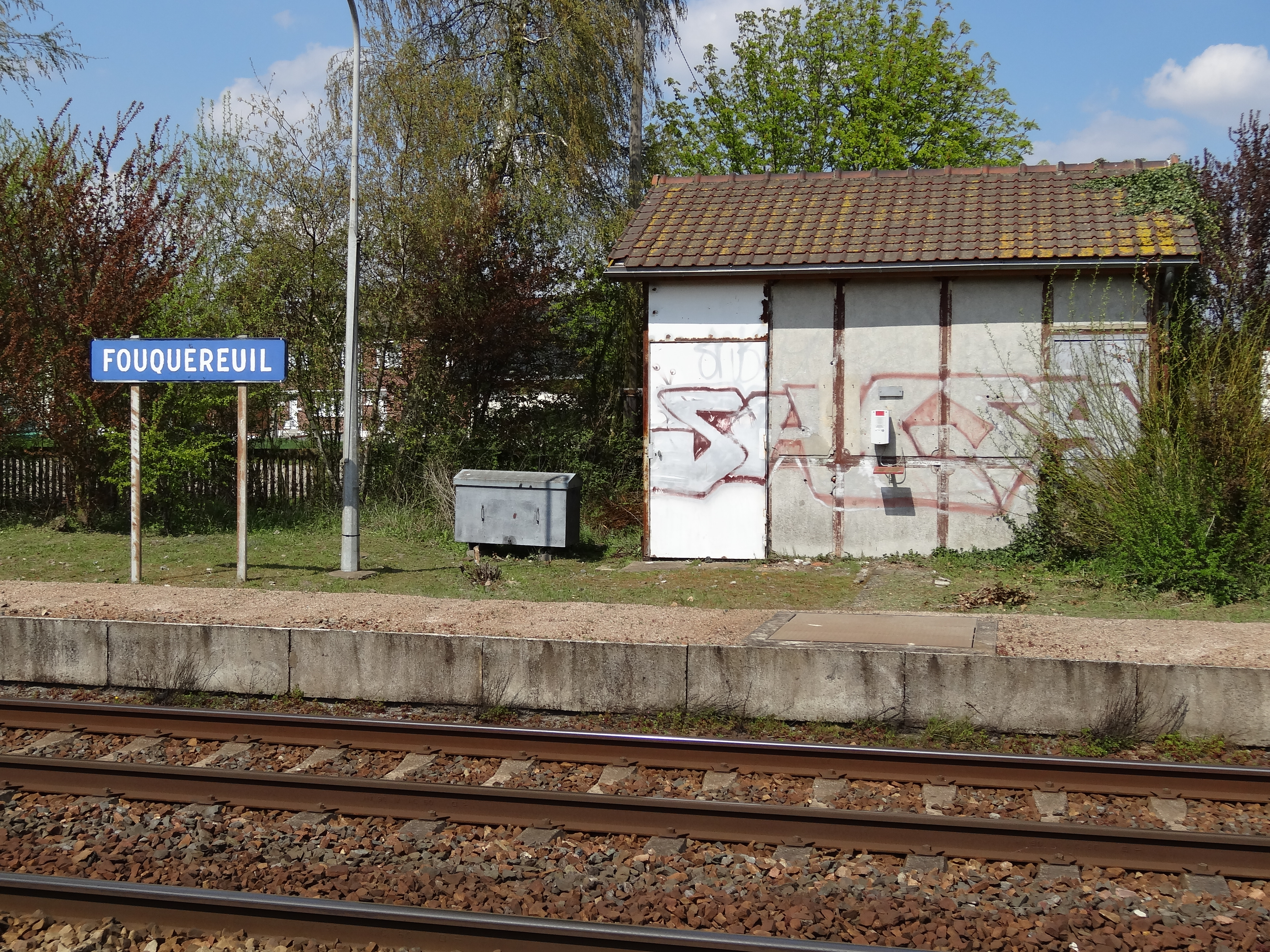
Bahnhaltepunkt
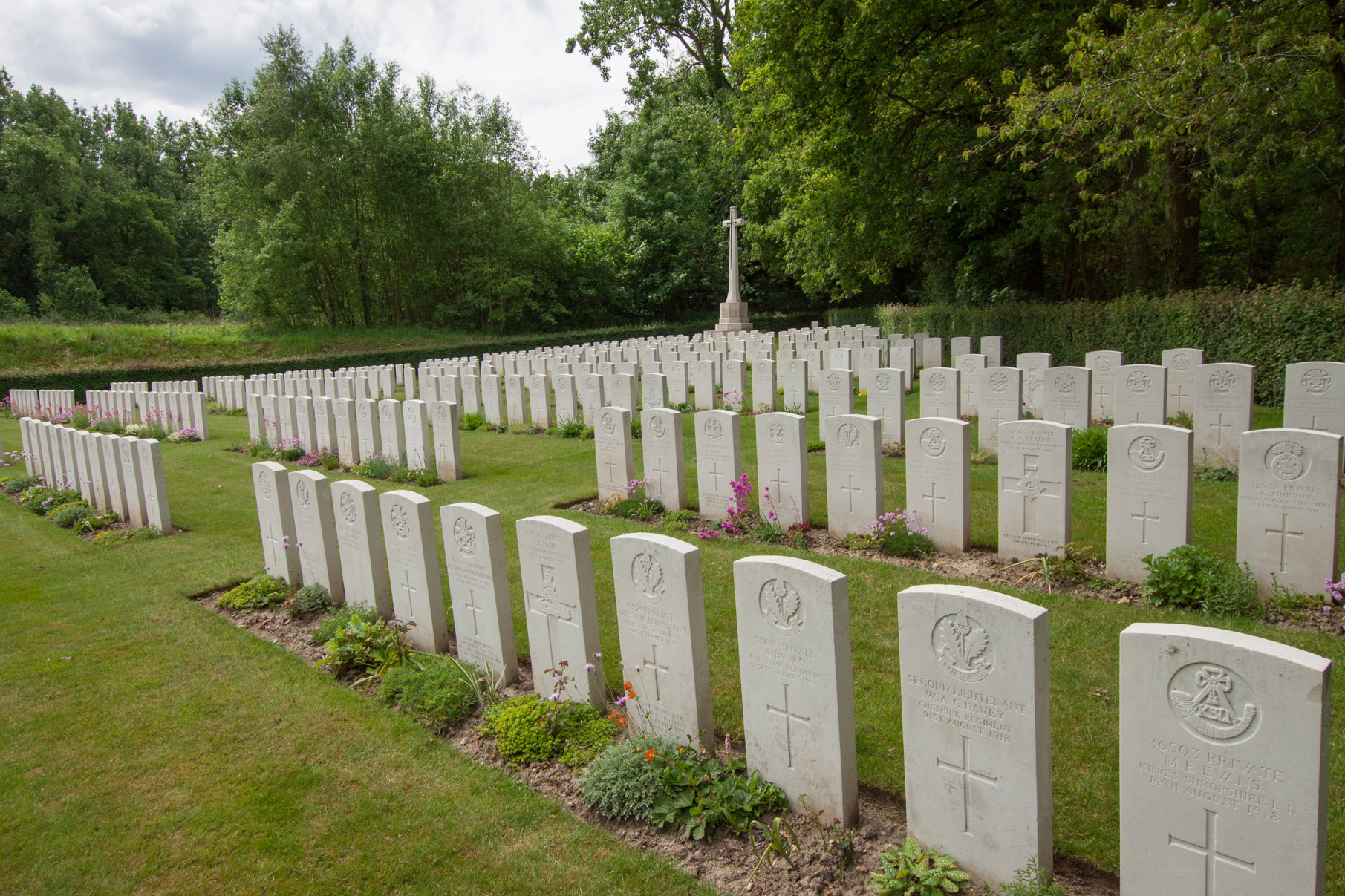
Soldatenfriedhof